# Харингтон, Роберт (рыцарь)
Роберт Харингтон (англ. Robert Harrington; примерно 1444 — предположительно 16 июня 1487 года при Стоук-Филд, Ноттингемшир, Королевство Англия) — английский рыцарь, влиятельный землевладелец из северных графств. Участвовал в Войнах Алой и Белой розы на стороне Йорков, в начале 1460-х годов враждовал с семейством Стэнли. Предположительно погиб в битве при Стоук-Филд, где сражался на стороне йоркистов.